# Dayton (Indiana)
Dayton é uma cidade  localizada no estado americano de Indiana, no Condado de Tippecanoe.

## Demografia
Segundo o censo americano de 2000, a sua população era de 1120 habitantes.
Em 2006, foi estimada uma população de 1160, um aumento de 40 (3.6%).

## Geografia
De acordo com o United States Census Bureau tem uma área de
2,7 km², dos quais 2,7 km² cobertos por terra e 0,0 km² cobertos por água.

## Localidades na vizinhança
O diagrama seguinte representa as localidades num raio de 16 km ao redor de Dayton.